# Viga (Catanduanes)
Viga é um município de  quarta classe de renda municipal (d) na província Catanduanes, nas Filipinas. De acordo com o censo de 1 de maio  de  2020 possui uma população de 22 869 pessoas e 4 896 domicílios.